# J.-P. Faurie
Pour les articles homonymes, voir Faurie.
J.-P. Faurie, né en 1760, est un ingénieur géographe français.

## Biographie
Il fait partie de l'expédition d'Égypte.
Pendant la campagne de Syrie, alors qu'il levait un plan aux abords de Gaza, il est atteint « d'un coup de pistolet qui lui a fracturé la mâchoire inférieure ».
Il fait partie du petit groupe qui reste au Caire avec le général Belliard au début de 1801.
Il fut par la suite hors d'état de remplir ses fonctions, et réformé en novembre 1801.